# تشارلز جيني
تشارلز جيني هو متزلج جماعي سويسري، (و. 1898  م).

## وصلات خارجية
- تشارلز جيني على موقع أوليمبيديا (الإنجليزية)